# Таверна (Латина)
Таверна је насеље у Италији у округу Латина, региону Лацио.
Према процени из 2011. у насељу је живело 268 становника. Насеље се налази на надморској висини од 395 м.